# Malevo
Malevo (bulgariska: Малево) är ett distrikt i Bulgarien.   Det ligger i kommunen Obsjtina Chaskovo och regionen Chaskovo, i den centrala delen av landet, 210 km öster om huvudstaden Sofia.
Trakten runt Malevo består till största delen av jordbruksmark. Runt Malevo är det ganska glesbefolkat, med 38 invånare per kvadratkilometer.